# George Augustus Selwyn
Pour les articles homonymes, voir Selwyn.
George Augustus Selwyn (Church Row (Hampstead), 5 avril 1809-Lichfield, 11 avril 1878) est le premier évêque de Nouvelle-Zélande, puis évêque de Lichfield.

## Biographie
Il fait des études à Eton et à Cambridge (1827) et devient diacre en 1833 puis prêtre en 1834.
Il est nommé évêque de Nouvelle-Zélande en 1841. Il quitte alors le Royaume-Uni en décembre 1841 et apprend la langue maorie durant le voyage grâce à un indigène rentrant dans son pays. Il arrive à Sydney en mai 1842 où il est accueilli par le gouverneur William Hobson.
Il s'installe ensuite à Paihia dans le Nord de la Nouvelle-Zélande et part en exploration évangélique, à pied et en canoé, visiter son diocèse. Il traverse ainsi toute l'île du Nord, du nord au sud. 
De 1847 à 1853, il fait de nombreuses tournées dans les îles du Pacifique (Mélanésie), qui ont été inscrites par erreur sur ses lettres patentes. Il visite ainsi la Nouvelle-Calédonie et les îles Loyauté, et particulièrement les îles Salomon et les Nouvelles-Hébrides. Il en ramène des fils de chefs à former, qui deviendront souvent d'habiles intermédiaires.
Il contribue à la création de la Melanesian Mission (Anglican Church of Melanesia), qui ouvre ses formations à Kohimarama (Auckland), puis en 1867 dans l'île Norfolk (puis dans les îles Salomon en 1920). Il permet aussi la nomination de John Coleridge Patteson (1827-1871) comme archevêque de Mélanésie, en 1863.
À son retour en Angleterre, il impose une division en quatre diocèses de la Nouvelle-Zélande (1854). Malheureusement, les différents troubles entre colons et maoris mettent fin à son action (1867). De retour en Angleterre en 1867, il est nommé en 1868 évêque de Lichfield où il finit sa vie.

## Écrits
- Are Cathedral Institutions useless ? A Practical Answer to this Question, addressed to W. E. Gladstone, Esq., M.P., 1838
- Sermons preached chiefly in the Church of St John the Baptist, 1842
- Verbal Analysis of the Holy Bible, intended to facilitate the Translation of the Holy Scriptures into Foreign Languages, 1855

## Hommages

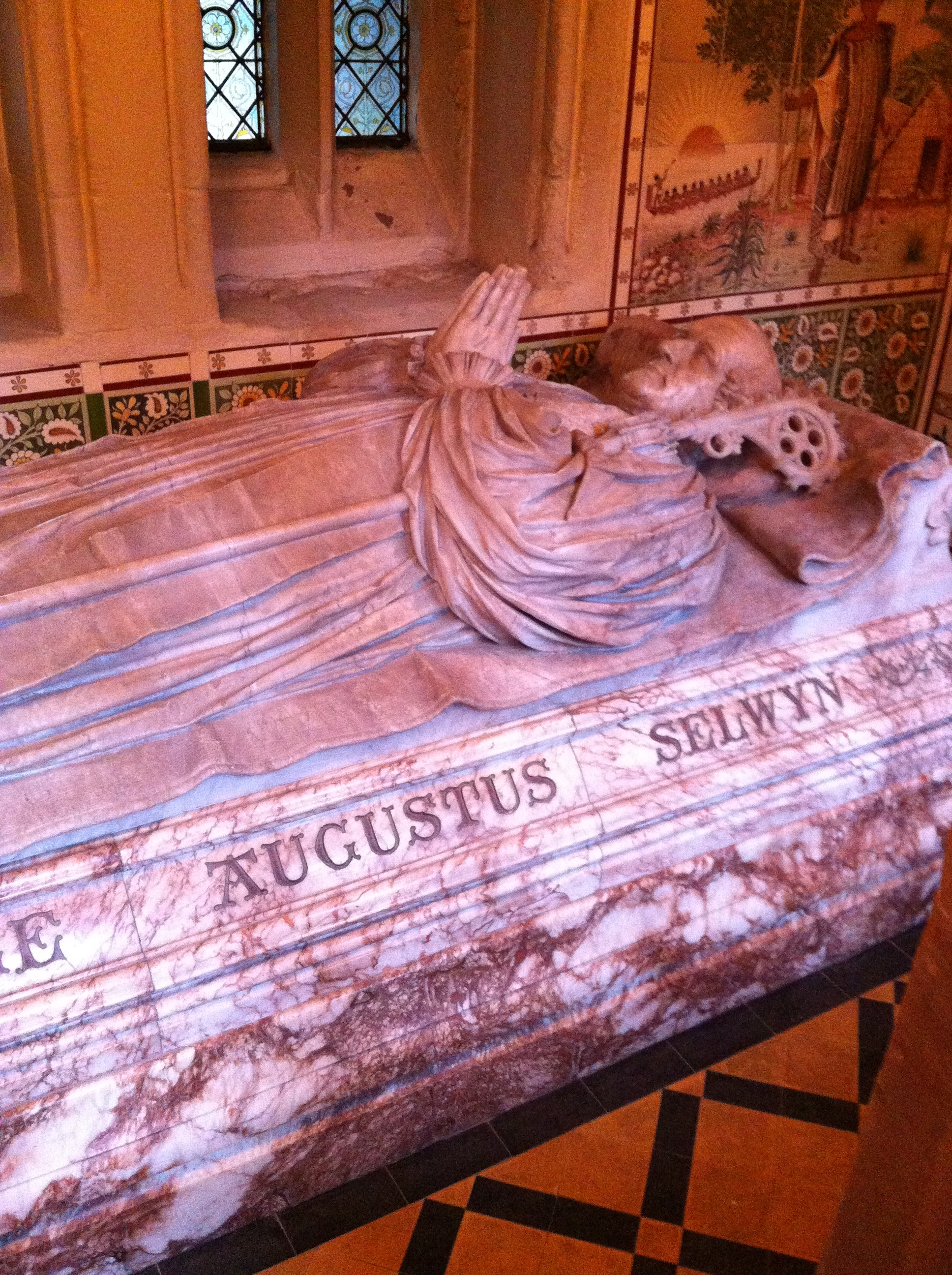
Mémorial à George Augustus Selwyn dans la Cathédrale de Lichfield

Selwyn College (Cambridge), Selwyn College, Otago (en) et Selwyn College, Auckland (en) ont été nommés en son honneur.